# Titus Vibe-Müller
Titus Vibe-Müller, född 17 oktober 1912 i Kristiania (nuvarande Oslo), död 19 maj 1986, var en norsk filmregissör.
Vibe-Müllers karriär inom den norska filmen inleddes med assistent- och klipparuppdrag för regissörer som Leif Sinding, Tancred Ibsen, Paul Fejos och Rasmus Breistein på 1930-talet. Han regidebuterade i eget namn med To liv (1946), och nådde stora framgångar i slutet av 1940- och början av 1950-talet med filmerna Kampen om atombomben (1948), Marianne på sykehus (1950) och Flukten fra Dakar (1951). Från 1950-talets mitt ägnade han sig mest åt dokumentär- och reklamfilm, bland annat i nära samarbete med Per Høst.

## Filmografi

### Regi
- 1946 – To liv
- 1948 – Kampen om atombomben
- 1950 – Marianne på sykehus
- 1951 – Flukten fra Dakar
- 1952 – Haakon VII – Norges konge i tid og fred
- 1961 – Oss atomforskere imellom
- 1971 – Same Ællin